# Uberto Gambara
Uberto Gambara (né à Brescia, en république de Venise, le 23 janvier 1489, et mort à Rome le 3 septembre 1578) est un cardinal italien du XVIe siècle. Il est l'oncle des cardinaux Gianfrancesco Gambara (1561) et Girolamo di Corregio (1561).

## Repères biographiques

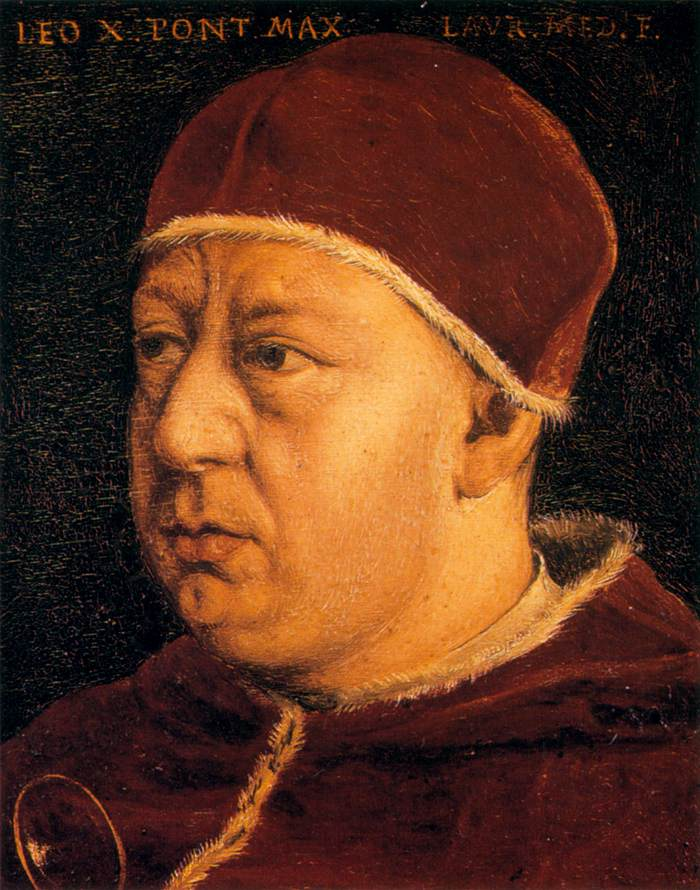
Le pape Léon X, sous lequel Uberto Gambara était nonce apostolique au Portugal.

Uberto Gambara est nommé prévôt de Verolanuova di Brescia et chapelain de S.Giacomo, mais suit aussi une carrière militaire. Il est nonce apostolique au Portugal (en) pendant les pontificats de Léon X, Adrien VI et Clément VII, qui l'envoie comme nonce auprès de la cour de François Ier de France. Il est nommé nonce en Angleterre en 1527.
De 1528 à 1533 il est gouverneur de Bologne et y assiste au couronnement de Charles Quint. Il est aussi clerc de la Chambre apostolique.
Il est élu évêque de Tortone en 1528 et est consacré par Giovanni Matteo Giberti puis est nommé vicaire à Rome en 1539. Gambara est créé cardinal par le pape Paul III lors du consistoire du 19 décembre 1539. En 1542-1543 il est administrateur de  Policastro. Gambara est un homme des lettres et donne son Directorium Inquisitorium à la cour du pape.

## Succession apostolique
Uberto Gambara a ordonné les évêques suivants :
- Évêque Ludovico de Cotes, O.S.A. (1545)